# Championnats d'Afrique de VTT 2025
Navigation
Édition précédente Édition suivante
Les championnats d'Afrique de VTT 2025 ont lieu du 16 au 18 juin 2025 à Pietermaritzburg, en Afrique du Sud. 

## Podiums

### Cross-country
| Épreuves       | Or             | Argent             | Bronze                  |
| -------------- | -------------- | ------------------ | ----------------------- |
| Hommes élites  | Michael Foster | Johan van Zyl      | Massimiliano Ambrosi    |
| Hommes juniors | Samuel Cleary  | Roger Surén        | Sean Lowe               |
| Femmes élites  | Lilian Baber   | Riley Smith        | Carla Kotze             |
| Femmes juniors | Nadia van Wyk  | Lu-Mari du Plessis | Delsia Janse van Vuuren |

### Cross-country short track
| Épreuves      | Or             | Argent               | Bronze        |
| ------------- | -------------- | -------------------- | ------------- |
| Hommes élites | Michael Foster | Massimiliano Ambrosi | Johan van Zyl |
| Femmes élites | Riley Smith    | Lilian Baber         | Carla Kotze   |

### Cross-country marathon
| Épreuves      | Or             | Argent              | Bronze         |
| ------------- | -------------- | ------------------- | -------------- |
| Hommes élites | Travis Stedman | Marc Oliver Pritzen | Michael Foster |
| Femmes élites | Vera Looser    | Hayley Preen        | Anri Greeff    |